# SMS Bayern
El SMS Bayern fue un acorazado líder de su clase de la Armada Imperial Alemana. Botado en 1915, entró en servicio en 1916. Su armamento principal consistía en ocho cañones de 380 mm repartidos en cuatro torretas dobles, dos a proa y dos a popa. 

## Historial

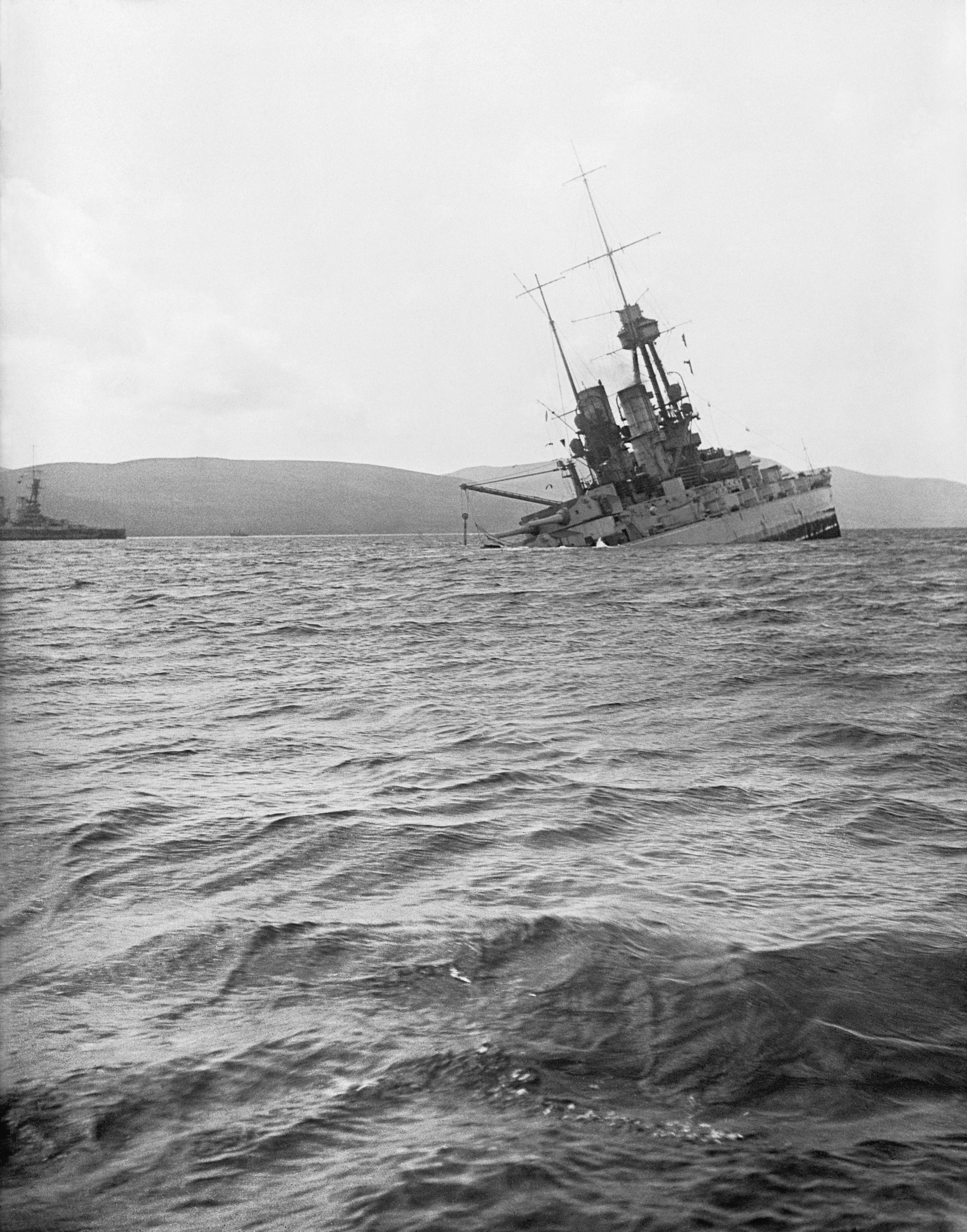
Hundimiento del buque SMS Bayern, el 21 de julio de 1919

Impactó con una mina durante la Operación Albión en el Golfo de Riga el 12 de octubre de 1917; durante su carrera, no tuvo ninguna otra acción remarcable. Fue echado a pique por su tripulación en Scapa Flow el 21 de junio de 1919 para evitar que fuera entregado como botín de guerra a una de las potencias ganadoras del conflicto.
En septiembre de 1934 fue reflotado por la empresa de salvamentos Metal Industries of Charlestown y desguazado. Las torretas de su artillería principal se desprendieron durante la maniobra de salvamento y permanecen en el fondo de Scapa Flow.